# Werchniotorećke
Werchniotorećke (ukr. Верхньоторецьке) – osiedle typu miejskiego na Ukrainie, w obwodzie donieckim, w rejonie pokrowskim, nad Krywym Torciem. W 2020 roku liczyło ok. 2,9 tys. mieszkańców. Ośrodek przemysłu olejarskiego. W miejscowości znajduje się stacja kolejowa Skotuwata na linii Konstantynówka-Jasynuwata.
Miejscowość powstała na miejscu zimownika Kozaków zaporoskich, czyli zabudowania, w którym spędzano zimę. Pierwotnie nosiła nazwę Skotuwata (ukr. Скотувата). Według danych z 1859 roku wieś liczyła 2282 mieszkańców w 334 domach. Pod względem administracyjnym przynależała w tym czasie do ujezdu bachmuckiego w guberni jekaterynosławskiej i była siedzibą administracyjną wołości. W 1908 miejscowość obejmowała 668 gospodarstw i zamieszkana była przez 4996 osób. W 1938 roku Skotuwata otrzymała status osiedla typu miejskiego. W czasie II wojny światowej w walkach na frontach brało udział 229 mieszkańców osiedla, z czego 96 poległo. W okresie radzieckim w miejscowości działał kołchoz „Prawda”. W 1978 roku Skotuwata została przemianowana na Werchniotorećke. W 1989 roku miejscowość liczyła 3579 mieszkańców, a w 2001 roku – 3143 mieszkańców (z czego ponad 60% stanowiła ludność rosyjskojęzyczna, a niemal 39% – ludność ukraińskojęzyczna).